# Conrad de Schöneck
Conrad de Schöneck, né vers ? mourut en 1329, fut évêque de Worms.

armoiries des seigneurs de Schöneck

 Conrad était neveu de Simon de Schöneck et Emeric de Schöneck, prélats auxquels il a succédé.
Le castel de Schœnecken, construit sur un fonds appartenant au monastère de Prüm, était à proprement parler le siège des voués de cette abbaye.
Il fut élu évêque de Worms après le décès de son oncle Emeric, le lendemain de la fête de Saint-Laurent de Rome en 1319. Il a laissé une grande réputation de science et de piété. Ce fut lui qui institua dans la diocèse de Worms en 1320 la célébration de la Fête-Dieu. Il mourut le 25 juin 1329, après avoir gouverné son église pendant plus de 22 ans.

## Référence
- Auguste Neÿen: Biographie luxembourgeoise: Histoire des hommes distingués originaires de ce pays, considéré à l'époque de sa plus grande étendue ou qui se sont rendus remarquables pendant le séjour qu'ils y ont fait, page 128, 1860